# Siemens & Halske Sh 12
Siemens & Halske Sh 12 — немецкий поршневой 9-ти цилиндровый звездообразный авиадвигатель воздушного охлаждения, разработанный в 1925 году.

## История
Девятицилиндровый Sh 12 разрабатывался вместе с конструктивно сходными пяти- и семицилиндровыми версиями, Sh 10 и Sh 11, соответственно. В этой серии Siemens & Halske впервые использовала цилиндры со съёмными головками из лёгкого сплава для улучшения их охлаждающих свойств.
Осенью 1926 года, после прохождения заводских испытаний, двигатели были отправлены в Германский испытательный центр аэронавтики DVL в Берлин-Адлерсхоф на сертификацию. Двигатель тестировался с полной нагрузкой сначала в течение 150 часов непрерывной работы, а затем, по предложению компании Siemens, этот срок был удвоен до 300; каких-либо перебоев не было отмечено, чему, отчасти, способствовало дублирование системы зажигания.
После успешного завершения всех испытаний и получения сертификации, двигатель был запущен в серийное производство и выпускался до 1930 года.
Общее число выпущенных Sh 12, составило 520 штук (не считая лицензионных венгерских).
Двигатель имел определённый коммерческий успех и экспортировался в Финляндию, Японию, Югославию, Латвию, Мексику, Советский Союз и США. В Венгрии и США он выпускался по лицензии (в США его производила фирма Ryan Aeronautical Corp. как Ryan-Siemens 9). Применялся преимущественно на спортивных и лёгких коммерческих самолётах 1920-х —— 1930-х годов.

## Применение
Германия
- Albatros L 68
- Albatros L 69
- Albatros L 79
- Arado S I
- Arado S III
- Arado W II
- BFW-1
- BFW M.21
- BFW M.27
- Bücker Bü 133 (?)
- Dietrich DP II
- Focke-Wulf A 16
- Focke-Wulf GL 18
- Focke-Wulf GL 22
- Heinkel HD 32
- Junkers K 16
- Messerschmitt M18
- Messerschmitt M21
- Lampich BL-6
- Raab-Katzenstein Kl 1
- Raab-Katzenstein RK 2
- Udet U 8
- Udet U 11 Kondor
- Udet U 12

 Финляндия
- IVL K.1 Kurki
- VL Paarma
- VL Sääski

 Венгрия
- Weiss EM-10 Ölyv
- Weiss WM-10

 США
- Stearman C3K
- Taylor Chummy